# Mori Arinori

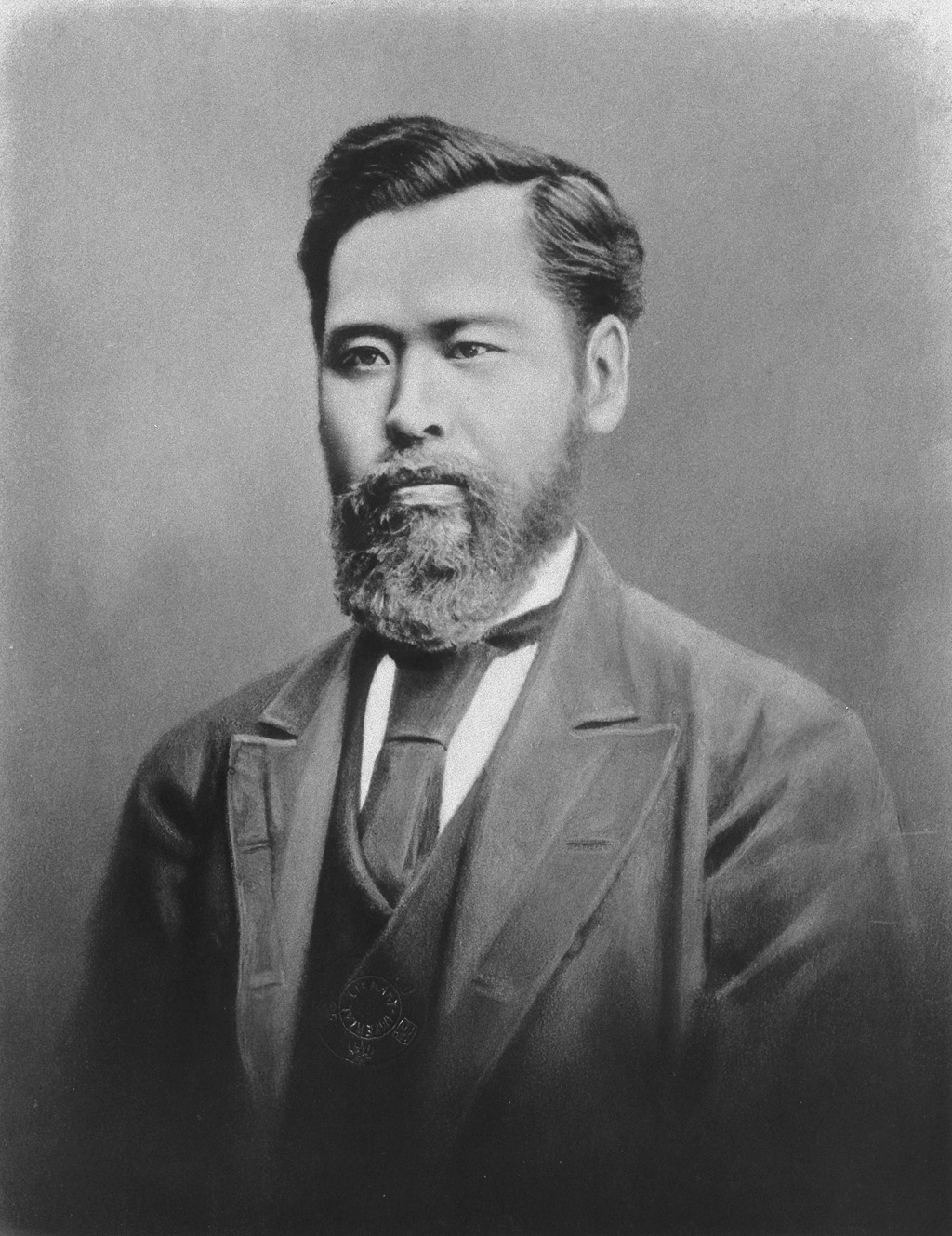
Mori Arinori

Mori Arinori (japanisch 森 有礼; * 23. August 1847 im Kreis Kagoshima, Provinz Satsuma (heute Stadt Kagoshima, Präfektur Kagoshima); † 12. Februar 1889 in Tokio) war ein japanischer Politiker der Meiji-Zeit und Begründer des modernen japanischen Erziehungssystems.

## Leben
Mori war Sohn eines niederen Samurai des Satsuma-han. Er erhielt seine erste Ausbildung an der Han-Schule Zōshikan und an der Schule für westliches Wissen, Kaiseijo in Kagoshima. Nach den Erfahrungen aus der Beschießung Kagoshimas durch britische Schiffe 1863 ging er 1865 auf Veranlassung des Han zur Weiterbildung nach London, danach in die USA. Dort war er u. a. von dem mystisch-religiösen Prediger Thomas Lake Harris (1823–1906) des Swedenborg-Kultes beeindruckt. 1868 kehrte er nach Japan zurück.
Nach seiner Rückkehr wurde er innerhalb der Meiji-Regierung zum Beauftragten für die Außenbeziehungen, wurde mit verschiedenen anderen Aufgaben betraut, konnte sich aber nicht durchsetzen und trat zurück. 1870 wurde er als Gesandter in die USA geschickt, wo er sich um Auslandsanleihen und Kulturaustausch kümmerte. Während dieser Zeit verfasste er auf Englisch Schriften wie „Theorie der freien Religionsausübung“  und „Erziehung in Japan“. Nach seiner Rückkehr 1873 wurde er Außenbeauftragter (外務大丞, gaimu daijō), Botschafter in China von 1875 bis 1878 und stellvertretender Außenminister (外務卿代理, gaimu-kyō dairi).
Bereits 1873 schlug Mori die Gründung der „Meiroku-Gesellschaft“ (明六社, Meiroku-sha) vor, die an der Modernisierung Japans Interessierte zusammenführen sollte. Die Gründung erfolgte dann am 1. Januar 1874. Mori setzte sich für die soziale Gleichheit von Mann und Frau (nicht jedoch für deren Wahlrecht) ein, forderte moderne Handelsgesetze und kaufmännische Ausbildung, ganz im Sinne der bürgerlichen Aufklärung (啓蒙, keimō).
1879 wurde Mori Botschafter in England, wo er sich um Verhandlungen zu den „Ungleichen Verträgen“ bemühte. Im Sommer 1882 traf er Itō Hirobumi in Paris, der sich über Maßnahmen im Erziehungsbereich informieren wollte. Nach seiner Rückkehr nach Japan wurde Mori dann Berater des Legislativbüros (参事院議官, Sanjiin gikan) und zugleich Berater des Kultusministeriums (文部省御用掛, Monbu-shō goyō-kake). Als 1885 Itō sein erstes Kabinett bildete, wurde Mori Kultusminister. 1886 wurde eine Reihe von Gesetzen zur Erziehung und Ausbildung erlassen, wie das Gesetz zur Gründung Kaiserlicher Universitäten und das Schulgesetz. Die Lehrerausbildung schloss nach Moris Vorstellung auch körperliche Ertüchtigung nach militärischer Art ein.
In seinen drei Dienstjahren reiste Mori durch ganz Japan, um seine Erziehungsideen zu erläutern und deren Umsetzung zu überprüfen. Moris fortschrittliche Ideen riefen aber auch Widerstand hervor. Am 11. Februar 1889, am Tage der Verkündigung der Verfassung, wurde er vom Ultranationalisten Nishino Buntarō mit dem Messer angegriffen und verstarb am folgenden Tag.